# Zebegényi vasúti baleset
A zebegényi vasúti baleset a magyar vasút történetének egyik balesete volt 1998. augusztus 29-én, amikor 15 óra 51 perckor a 2144. sz. személyvonat kb. 68 km/h-s sebességgel beleütközött az előtte haladó IC 310-be Zebegény megállóhely közelében. A személyvonat mozdonya, illetve 8 személykocsi megrongálódott, több közülük felborult. A személyvonat vezetője életét vesztette, 20 ember megsérült.

## Előzmények
- Szob állomás átépítése miatt a biztosítóberendezési szakszolgálat blokkmestere elrendelte a Szob és Nagymaros közötti önműködő térközjelzőket tápláló kábelek áthelyezését, ám azokat a szakszolgálat emberei a megbeszéltekhez képest korábban vágták el.
- Az IC 310. sz. vonatot szlovák villamosmozdony vontatta, ám a vezetőállás eltérő felépítése miatt azon vonatbefolyásoló-berendezés nem üzemelt.

Az állomás átépítési munkálatai során a biztosítóberendezési szakszolgálat dolgozói a tervezetthez képest korábban vágták el a térközjelzőket betápláló kábeleket, aminek következtében Szob állomás átmenő jobb fővágánya látszólagos foglalttá változott. Ezt észlelvén a blokkmester állomásközi közlekedést vezetett be, amit mind Szob, mind pedig Nagymaros állomás forgalmi szolgálattevője nyugtázott.

## A baleset lefolyása
15:45 órakor a 2144 sz. vonat megérkezett Nagymaros állomásra, ahol a forgalmi szolgálattevő a mozdonyvezetőt írásbeli rendelkezésen értesítette az állomásközi közlekedés bevezetéséről, ám a rendelkezés második példányát nem adta át a vezető jegyvizsgáló részére. Ezt követően a szolgálattevő felhatalmazta a vonatot az indításra, ám megfeledkezett arról, hogy az InterCity vonatról még nem érkezett visszajelentés. A Nagymarosról korábban kijárt IC vonat a 3. térközjelzőnél Megállj! jelzést kapott, ahol a mozdonyvezető megállt, majd a Forgalmi Utasításban szabályozott módon 2 perc várakozás után a jelzőt 15 km/h sebességgel meghaladta. A következő térközjelző (a kábelelvágás miatt) sötét volt (a kábelelvágás miatt itt már szemből jöhetett volna a vonat); itt a mozdonyon szolgálatot teljesítő második figyelésre kötelezett dolgozó a pályatelefonhoz sietett a helyzet tisztázása végett.
A 2144 sz. vonat időközben elért ahhoz a térközhöz, ahol az IC tartózkodott. Mivel a jelző jól működött, azon Megállj! jelzés volt. Ezt a vonat számára a Dömösi átkelés megállóhelynél található térközjelző sárga jelzéssel jelezte elő. A 2144 sz. vonat mozdonyvezetője a jelzőt 3 km/h sebességgel meghaladta. A vezetőállás-ismétlőjelzőn vörös fény jelent meg, aminek jelentése (ebben az esetben): vonat van a térközben. A mozdonyvezető ezt követően a vonatbefolyásolót tolatási üzemmódra kapcsolta, majd visszaállította vonó üzemmódra, így a vörös fény az ismétlőjelzőn megszűnt. Ezután a vonat kb. 80 km/h sebességig gyorsult, ám a terepviszonyok miatt az előtte veszteglő vonat utolsó kocsiját csak alig 200 méterről vette észre. A mozdonyvezető gyorsfékezésbe kezdett, ám az ütközést már nem tudta elkerülni.

## A baleset okai
- A mozdonyvezető tiltott módon kiiktatta a vonatbefolyásoló berendezést, aminek következtében az úgynevezett gépi úton kikényszerített sebesség (max. 15 km/h) figyelése megszűnt;
- A szakaszmérnök a fellépő hamisfoglaltságot nem szakszerűen kezelte le, és az általa bevezetett állomástávolságú közlekedés bevezetése indokolatlan volt;
- Nagymaros állomás forgalmi szolgálattevője úgy indította el a 2144 sz. vonatot, hogy az IC 314 sz. vonat megérkezéséről nem kapott visszajelentést;
- A Szob állomáson tevékenykedő pályamunkások engedély nélkül vágták el a biztosítóberendezési kábelhuzalt